# Jean-Pierre Duport (musicien)
Pour les articles homonymes, voir Jean-Pierre Duport et Duport.
Jean-Pierre Duport (né le 27 novembre 1741 à Paris, mort le 31 décembre 1818 à Berlin) était un violoncelliste et compositeur français, frère aîné du violoncelliste Jean-Louis Duport.
Élève de Martin Berteau, il fit sa première apparition au Concert spirituel avec une de ses sonates en 1761. Premier violoncelliste de l'orchestre privé du prince Louis François de Bourbon-Conti. Premier violoncelliste à l'opéra de Berlin et musicien de chambre des rois de Prusse à partir de 1773.
Mozart a écrit des Variations sur un de ses menuets. Son frère Jean-Louis Duport a créé avec Beethoven les deux Sonates op. 5 (1797) que celui-ci dédie à Frédéric Guillaume II. 
Jean-Pierre Duport a contribué à fonder l'école allemande de violoncelle.

## Œuvres
- Six sonates pour le violoncelle ou violon et basse, op. 1 (1766)
- Six sonates pour le violoncelle et basse, op. 2 (1772)
- Six sonates pour le violoncelle et basse, op. 3 (1773)
- Six sonates pour le violoncelle et basse, op. 4 (vers 1789 ; dédiées au roi de Prusse)